# Carlos-Enrique Ruiz
Carlos-Enrique Ruiz (Manizales, 10 de mayo de 1943) es un poeta, ensayista, ingeniero de caminos; profesor emérito, honorario y especial ad-honorem de la Universidad Nacional de Colombia; exdirector de la Biblioteca Nacional de Colombia, ex Viceministro de Educación Nacional,  exrector de la Universidad Nacional de Colombia, en Manizales, y de la Universidad de Caldas. Fundador (1966) y editor de la Revista Aleph (ISSN: 0120-0216), literaria y de pensamiento, con vigencia en ediciones trimestrales. Sus ensayos y trabajos de crítica literaria y su poesía se han publicado en varias revistas internacionales. Fundador y Director de la revista científico-técnica, con el modesto nombre de "Boletín de Vías" (100 ediciones entre 1972-2006), con aplicaciones en Vías, Transportes, Geotecnia (ISSN: 0120-2251), donde publicó del orden de 50 trabajos en sus especialidades ingenieriles (Ed. Universidad Nacional de Colombia, sede Manizales). 
Miembro Correspondiente de la Academia Colombiana de la Lengua. Miembro Honorario de la Academia Colombiana de Ciencias Exactas, Físicas y Naturales. Doctor h.c. en Humanidades de la Universidad de Caldas. "Premio de Excelencia Nacional al Mérito Profesional, en Humanidades" (1996). "Orden al Mérito Julio Garavito en la categoría de Gran Cruz" (2002). Doctor h.c. de la Universidad Nacional de Colombia. Gestor del "Campus La Nubia" (años 90, siglo pasado), de la Universidad Nacional de Colombia, sede Manizales. Gestor en 2002 del hoy "Centro Cultural Universitario Rogelio Salmona" (Universidad de Caldas). "Biblioteca Carlos-Enrique Ruiz", en el Campus La Nubia de la Universidad Nacional de Colombia, sede Manizales (Autorizada por el Ministerio de Educación Nacional y asignado el nombre por el Consejo de Sede UN-Manizales, 2006).

## Obras
- Guía de clase para un curso de pavimentos. Universidad Nacional de Colombia, Manizales 1975
- Ingeniería de Carreteras. Universidad Nacional de Colombia, Manizales 1980
- Código para compartir un sueño (1979)
- Decires (1981)
- Imaginería de caminos (1989)
- Sesgo de claveles (2004)
- Nociones del Vigía (2005)
- Las lluvias del verano (2006)
- Tregua al amanecer (2007)
- Cien años de soledad en el espejismo de la nostalgia (2007)
- Reportajes de Aleph (Vol. I; 2007)
- Los signos de la espera (2008)
- Matilde Espinosa en la contienda de vida y poesía (2009)
- El velo de la ensoñación (2009)
- Educación y humanismo en la vida universitaria (2010)
- El clamor de la clepsidra (2010)
- Meditación acerca del Desasosiego de Pessoa (2011)
- La redondez del alba (2011)
- Media hora de lluvia en el jardín (2012)
- Los caminos recrudecen la espera (2012)
- De los Presocráticos a Pessoa (Coautor. Ed. UN, Manizales 2015)
- Reportajes de Aleph (Vol. II; 2016)
- Ciencia y Humanismo - ¡50 años de la Revista Aleph! (Editor/Coautor; coedición de la Universidad de Caldas y la Universidad Autónoma de Manizales; 2016)
- La noche, sedimento de la memoria (2018)
- Umbral de sueños (2018)
- Bocetos en mengua del viento (Aachen-Madrid, 2018)
- Cuestiones del decir - Antología personal 1960-2002. Ed. Rectorado, Universidad Nacional de Colombia; colección "Apuntes Maestros". Bogotá 2020
- ALEPH - Convergencia de saberes [En celebración de la Revista Aleph No.200]. Editor/Co-Autor. Ediciones Revista Aleph, 2022
- Sutilezas y banalidades de la esperanza. Poesía. Ediciones Revista Aleph (Manizales, 2025)
- Autor de los textos (poemas) para las obras: “Columnas de niebla”, para soprano y mezzosoprano; música del maestro Guillermo Rendón G. (1992), y “En las praderas del alma”, ciclo de canciones para voz y piano; música del maestro mexicano Ramón Mier G. (2011)

Conceptos
-“Poesía letífica [‘Decires’] que deja en el lector un afán de esperanza. Es interesante esta poesía que rompe las modalidades de una época invadida de preocupaciones y escepticismo. El estilo se caracteriza por su gran sencillez y claridad. Hay mucha luz en estos poemas escritos casi todos a través de una visión de la naturaleza. La elementalidad no le resta hondura a esta poesía que se dirige con optimismo al hombre contemporáneo. Además, se destacan temáticas como el tiempo, la infancia, la mujer, el campesino y el obrero. Podemos decirlo, sin temor a equivocarnos, que esta es una poesía testimonial.”   Fernando Mejía-Mejía  (Manizales, Col., 1981)
-“... es un libro [‘Decires’] en donde el poeta colombiano se proyecta hacia todos los hombres desde el hombre humano, muy humano, que es él....  C.E.R. condena el rencor, el descreimiento... El amor solidario guía su voz limpia y llena de alegría... Su poesía es un canto a la vida, a la vida en paz, a la vida que construye, que edifica, no a la guerra destructiva... Mundo de luces y monólogos donde uno escucha el tic-tac del reloj del sol...”   Juan Cervera (México, 1981)
-“... poema [‘Memoria de la ciudad’] de sobriedad e intensidad ejemplares.”   Fernando Charry-Lara  (Bogotá, 1986)
-“Su poema [‘Memoria de la ciudad’]... es un hermoso canto a Manizales, ejemplo del dicho de Julián Ribera, el arabista: ‘a la Naturaleza se la vence obedeciéndola’, con una corrección: y se le responde con el Humanismo. Su cita final de Horacio es significativa.”  José Prat  (Madrid, 1986)
-“Magnífica y sorpresivamente expresados el poder transitorio del hombre, el misterio del tiempo, las huellas indescifrables de la paradoja humana que encarnamos, el angustioso final marino de esperanza desesperanzada, frente a la insondable inmensidad a que nos llevan los ríos cantados por Jorge Manrique.” [con referencia a: ‘Camino sobre huellas indescifrables’]  Carlos Martín   (La Haya, Holanda, 1986)
-“Es el testimonio patético del destino de un hombre [acerca de: ‘Camino del mundo en cada quien (o la certeza del fuego)’], en tiempo completo pensando la brega cotidiana, la naturaleza pródiga, el medio humano, cálido y esquivo; en sus claridades y oscuridades; sus revelaciones y ocultamientos que el milagro de la poesía ha logrado conjurar con el embrujo de la palabra acrisolada en la emoción del sentimiento, por ella acogida... /  Sobra decir que mi lectura de los poemas no termina; la afortunada experiencia de acercarnos a ellos nos abre las puertas de la tierra prometida: el mundo simbólico de la poesía verdadera, supremo espacio de confluencia del entendimiento y el sentimiento...”  Luciano Mora-Osejo  (Bogotá, 1989)
-“Hermoso el poema [‘El titubear del candil’]: fluido y acuático, que parte de la imagen de la lámpara como conciencia viva... Los versos rezuman la sabiduría de un retorno, un punto de llegada que es el corazón de lo real, abierto en música y en palabra.” Graciela Maturo  (Buenos Aires, 2.000)
-“El poemario [“Sesgo de claveles”] cabe ser designado con un nombre alemán: Erlebnis-Lyrik. No conozco la equivalencia española, que podría ser ‘poesía vivencial’. Cabría agregar a esa designación una especificación: poesía vivencial de crítica de la época...”   Rafael Gutiérrez-Girardot (Bonn, Alemania, 2004)
-“Buena edición [“Sesgo de claveles”] y los poemas me gustan. Me gusta esa solución del poema lírico que luego cierra con versos de carácter lógico o racional. Ese tipo de fusión o solución es bastante complicada de realizar, pero aquí en este poemario se logra de forma clara y precisa...”    Enrique Moya [Viena, Austria, 2004]
-“En breves palabras, nos ha encantado tu poesía escrita con maestría y transparencia puesto que plasma una visión de las huellas de la existencia humana en este planeta...”   Antonio García-Lozada (Central Connecticut State University, USA, 2005)
-“Nociones del vigía se plantea como un viaje en el que se pregunta por la función del poeta y por la poesía en estos tiempos míseros y huérfanos de guías. Vigía que ronda en la oscuridad, éste parece velar nuestro sueño, mientras busca una ráfaga de luz que le permita desentrañar el misterio. Vigía que sólo puede bucear en su interior, en su aventura cae preso de instantes, de imágenes reveladoras. Cinco son las estaciones que marcan el itinerario de su viaje hacia el misterio en este poemario...”   Consuelo Triviño (Madrid, 2006) 
-“Leí Sesgo de claveles. Me gustó mucho su tono emotivo, su lenguaje sobrio, su aliento sostenido. Creo que la experiencia de vida se entrelazó con la destreza en el arte de escribir. Y el resultado se evidencia en este poemario reparador y profundo. ‘La certeza está en no creer / lo que se cree que es...’ Creo que allí reside el secreto de la poesía...”   César Bisso (Buenos Aires, Argentina, 2006)
-“El libro [‘Las lluvias del verano’] de un poeta ingeniero de caminos, la poesía de un filósofo cómplice de la razón pero amante del verso y a la vez de un versificador que filosofa o la brújula díscola de un viejo lobo de mar y amar, la sinfonía sin partitura de un músico que habita en un pueblo de calles empinadas y es habitado por otro pueblo de encumbrados sueños y enarboladas palabras./  En este otoño tropical, llueve… y es verano en el libro que ahora veo con su portada de flores de Emma Reyes.”  Ignacio Ramírez (Bogotá, Col., 2006)
-“Es un poemario de una unidad de tono del principio hasta el final. Son poemas cargados de experiencia, de nostalgia, y también de desencanto. Hay un trasfondo de ausencia, de vacío, de lo que no está o no fue; de remembranzas./ Se registra el paso inexorable del tiempo con cierto desapego, sin angustia. Se percibe una esperanza retenida en el aparecer de otras dimensiones. Es una dolorosa peregrinación impregnada de lirismo, con cierto dejo de elegía que sugiere por momentos como una marcha fúnebre solemne y acompasada, en su decurso épico; en clamor por el destino incomprensible de la especie y de su relación ignorada con el cosmos. Hay un contrapunto sostenido entre lo perteneciente a lo humano y la omnipresencia de una naturaleza autónoma que es más que el escenario de los actos. El lenguaje y el silencio se entrecruzan y oponen en diversos encuentros. Hay un escepticismo sobre la posibilidad del verdadero diálogo; sobre el engaño de la pasión y una sobria y medida valoración de algún tipo de amor./ El poeta, como un espectador, pasea su mirada inquisitiva por los distintos escenarios de la condición humana; de su tragedia y de su desesperanza. La salvación tiene sinembargo su punto de encuentro en la belleza de mundos ajenos a lo humano.”:  Cecilia Balcázar de Bucher [Miembro de Número de la Academia Colombiana de la Lengua]. Prólogo al poemario “El clamor de la clepsidra”; Bogotá, 3 de julio de 2010.
-“Me alegró recibir la antología de los poemas que presentaste en Viena en ese Sexto festival internacional de Poesía como representante ahí de las letras y de la poesía colombianas. Te felicito y te agradezco que me hayas enviado esa antología! La traductora Eva Srna hizo un excelente trabajo. Por ejemplo, me pareció muy acertado que el título La Meditación lo hubiese traducido como Das Grübeln o sea El meditar. A mí me gusta mucho ese verbo alemán!/ Leí los seis poemas tuyos y me gustaron, inclusive en su versión alemana. Siempre alegra leer la poesía que escriben los buenos amigos. Noté que los poemas escogidos son solamente de tus obras Tregua al amanecer y Cuestiones del decir.” José I. Nieto (Montreal, Canadá, 27.VII.2011)
-“El poeta nos enfrenta a la dureza de la piedra, a la blandura del agua; a la solidez del dolor y a lo efímero de la felicidad. Su voz penetra en la cóncava palabra de los amantes y en la plegaria de las estrellas. Analiza la invertebrada columna del amor, con sus despertares y sus insomnios, sus desavenencias y sus reencuentros, con sus instantes de abandono de los dioses”.  Marcela del Río Reyes (en ensayo-prólogo del poemario “Los caminos recrudecen la espera”; 2012)
-“Un abrazo, querido colega y maestro en el perdurar ponderado, por tu nuevo libro de poemas, cuya reseña me ha llegado por NTC: luce formidable en aquello que estimo la más radiante enseña de todo tu ser, la serenidad. No olvido que la palabra sereno se adosa también a la hora del claroscuro vespertino y que el sereno es quien ejerce, como Heráclito, la vigía y la vigilia del Koinon, del espacio público, desde la plegaria de la noche en la cual despliega su llama votiva, el Geist, para conjurar el geiss, el fuego destructor que asola como peste a la ciudad./...” Gabriel Restrepo (Bogotá, 31.III.2012)
-“... Su publicación en las pulcras ediciones de Aleph es un acierto. Tiene un bello título para las meditaciones solitarias. Me gustan los temas alrededor de la palabra y el silencio. Las luchas poéticas persiguiendo la palabra en su huida y recuperación. Veo sensaciones, temores, presentimientos... también la esperanza y la ilusión...” María-Dolores Jaramillo (Bogotá, 22.XI.2012)
-“Recobrar del silencio - Carlos Enrique:/ La fuerza de tu voz abre los cauces/ Abstractos de la luz por tus caminos/ Canciones sin distancias al lenguaje// Imágenes de fuego y de constancia/ donde penetra el ser ante el abismo/ de la metáfora al son de la conciencia// Y es cálculo infinito de los símbolos/ esta ecuación de frases y bitácoras/ que habita en los cerezos de la aurora// Teorema aristotélico transita/ en aras de tu voz que se digita/ al caminar del sueño de la vida// Y es fuga y es pasión y es conjetura/ poema en la cimiente de su altura// En la lectura del gran poemario: Los caminos recrudecen la espera. Alfredo Ocampo-Zamorano (Bogotá, 27.XI.2012)
-“... sigo deslumbrado por tu sabiduría y ese brío de tu palabra que enardece corazones.” Fabio R. Amaya (Università degli Studi di Bergamo, Bergamo, 07.X.2013)
-20 de abril de 2016 · Revista ALEPH - Cincuentenario (1966 - 2016). 
Carlos-Enrique Ruiz y Aleph, dos vidas paralelas. La primera de ellas es el transcurso del académico, hombre de letras, gran ser humano y extraordinario amigo; la otra es el camino recorrido, horadando nubes y rielando mares, recogiendo a través de la palabra escrita, el análisis y reflexión de los fenómenos para entregar a los lectores y estudiosos el complejo y extraordinario devenir de la cultura. En toda esta dialéctica hay una continuidad evolutiva: el hombre hace la cultura y la cultura hace al hombre. 
En ésta, como fiesta de los ojos, recibimos tus palabras que nos llenan de alegría, esperanza y energía para continuar el trabajo creativo. Tú, por definición propia, hombre solidario y humanista, en el más amplio sentido de la palabra. 
¡50 Años! Una vida y una obra que son una sola o dos vidas paralelas. ¡Feliz cincuentenario y muchos años más!, Carlos-Enrique y Aleph, y Poesía... y Livia, cuya presencia casi inadvertida cubre todos los espacios vacíos, sin los cuales, no sería posible la existencia misma.
Abrazo fraterno y larga vida.
Maestro Guillermo Rendón G.
[Ph.D., músico, compositor, etnógrafo, lingüista, ha rescatado culturas y lenguas indígenas, con método científico, y sensibilidad de artista...]
-“De sorpresa en sorpresa, voy transitando por esas 27 páginas de prosa poética [“Bocetos en mengua del viento”, 2018], la prosa de un contemplativo que no se resigna a verse ‘cosificado’, absorbido por una atmósfera impersonal y marcada por el número, al menos es eso lo que creo./ Tu contacto con el paisaje colombiano, tu mirada a los árboles y la nubes, edifica una reserva de humanidad frente a la crisis de los tiempos./ Tal mi primera reflexión al recorrer este cuaderno, que será amorosamente releído y gozado como lo merece./ Besos para ti y para Livia,/ Graciela Maturo (Buenos Aires, 02.X.2018)